# Осовська Юлія Тодорівна
Осовська Юлія Тодорівна (*14.07.1946, с. Берегомет Вижницького району Чернівецької області) — повний кавалер орденів Трудової слави, новатор сільськогосподарського виробництва.

## Біографія
Народилася 14 липня 1946 року в селі Берегомет на Буковині. Працювала дояркою. Була учасницею Всесоюзної виставки досягнень народного господарства (ВДНГ). Єдина в Чернівецькій області жінка — кавалер орденів Трудової Слави всіх ступенів.

## Відзнаки, нагороди
- Золота медаль ВДНГ.
- Орден Трудової Слави 3-го ступеня (1975).
- Орден Трудової Слави 2-го ступеня (1981).
- Орден Трудової Слави 1-го ступеня (1988).